# Григялис, Альгимантас Антанович
Альгимантас Григялис (род. 11 мая 1931, Каунас) — советский и литовский ученый-геолог, минералог, и историк геологии, доктор физико-математических наук, лауреат Государственной премии СССР в области науки (1984). Член-корреспондент академии наук Литвы (1994).

## Биография
Родился 11 мая 1931 года в городе Каунасе, Литовская Республика.
В 1938—1949 годах учился в Утянской гимназии для мальчиков.
В 1954 году окончил отделение геологии факультета естественных наук Вильнюсского государственного университета по специальности гидрогеология и инженерная геология.
В 1954—1957 годах учился в аспирантуре Белорусского государственного университета по специальности микропалеонтология.
C 1957 года — ассистент кафедры геологии и минералогии Вильнюсского университета факультета естественных наук.
В 1958 году защитил диссертацию на степень кандидата геолого-минералогических наук (подтверждена в 1993 году).
В 1958—1960 годах — заведующий лабораторией геологической службы Литвы и главный геолог экспедиции.
В 1960—1963 годах научный сотрудник Литовского института геологических наук (палеонтология и стратиграфия), затем директор института (1963—1977).
В 1977—2001 годах — начальник отдела и регионального геологического сектора.
В 1981 году стал доктором геолого-минералогических наук (ныне — доктор естественных наук)
В 1994 году — член-корреспондент Академии наук Литвы, профессор Вильнюсского университета.
С 1997 года — председатель секции наук о Земле отделения биологии, медицины и наук о Земле академии наук Литвы.
С 1992 года — председатель литовского национального комитета геологов.
С 1993 года — главный редактор и издатель Baltica International Yearbook.
С 2001 года — общественный научный исследователь.
Участник международных научных конференций, среди них:
- Международный геологический конгресс (1968 — Прага, 1984 — Москва, 1996 — Пекин, 2000 — Рио-де-Жанейро, 2004 — Флоренция).
- Международная комиссия по истории геологических наук (2006 — Вильнюс, 2019 — Варезе и другие).

## Награды и премии
- 1973 — медаль Карла Богдановича Польского государственного геологического института
- 1979 — золотая медаль ВДНХ СССР
- 1984 — Государственная премия СССР в области науки, в составе научного коллектива, за комплексное геологическое изучение территории Прибалтийского региона СССР и составление сводных геологических карт масштаба 1:500 000.
- 1988 — почётный диплом МОИП
- 1996 — премия Литовской науки за монографию «Геология Литвы»
- 2001 — премия академика Академии наук Литвы Юозаса Далинкявичюса.

## Членство в организациях и комиссиях
- 1969 — Балтийская стратиграфическая комиссия (до 1993)
- 1990 — Литовский Союз геологов
- 1995 — Шведское геологическое общество
- 1993 — Европейская ассоциация палеонтологов
- 1993 — Балтийская стратиграфическая Ассоциация, Председатель (1993—1994)
- [уточнить] — Международная комиссия по истории геологических наук (INHIGEO).